# ZomerOrkest Nederland
Het ZomerOrkest Nederland (afgekort: het ZON) is een harmonieorkest dat jonge musici de gelegenheid geeft in een orkest mee te spelen. Het ZON wordt elk jaar opnieuw samengesteld uit getalenteerde amateurs en conservatoriumstudenten van 16 tot en met 23 jaar, afkomstig uit heel Nederland. Het ZON geeft tijdens de tournee diverse concerten in de open lucht door heel Nederland, op locaties die veel publiek trekken, zoals stadspleinen en winkelcentra. Het orkest bestaat alleen gedurende het project en heeft geen vaste samenstelling en medewerkers. Diverse hafabraorkesten, dirigenten en muziekscholen, conservatoria en blaasmuziekorganisaties, zoals de KNFM en FKM hebben het project ondersteund. Naast de muzikanten geeft het ZON ook aan jonge dirigenten de mogelijkheid een orkest te leiden.

## Geschiedenis

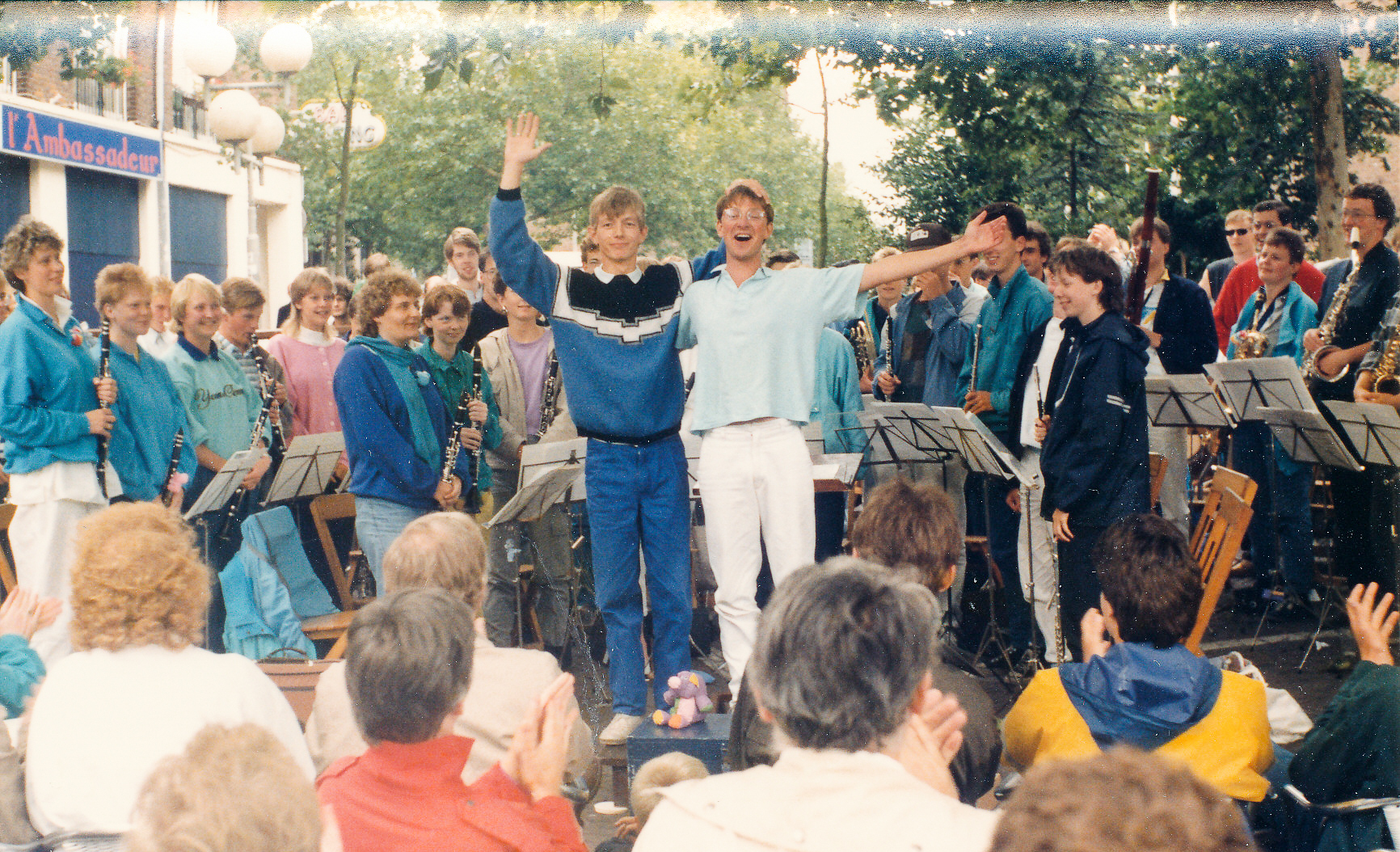
Slotconcert van het ZomerOrkest Nederland op het Koningsplein in 1987

In 1987 ging het ZON voor de eerste keer op tournee. Het idee van het ZON bestond echter al veel langer.

### Jeugd Road Band
In 1977 werd op initiatief van de Koninklijke Nederlandse Federatie van Muziekverenigingen (KNFM) een orkest samengesteld uit jeugdige leden van de bij de muziekbond aangesloten verenigingen. Deze KNF Jeugd Road Band, zoals het orkest genoemd werd, maakte in de zomer van 1977 een tournee ter promotie van de blaasmuziek. Hierbij werden voornamelijk openluchtconcerten gegeven. Het idee ontstond tijdens een van de landelijke studieweekends in Arnhem. Daar waren jonge muzikanten uit het hele land bijeen en de behoefte ontstond om met zoveel talent bij elkaar meer te doen dan in de beslotenheid van het weekend. In 1978 werd voor de tweede keer een roadband geformeerd.

### Melomaan Ensemble
Nadat de bond besloten had om geen vervolg te geven aan het project, is op initiatief van enkele deelnemers van de Road Band een ensemble geformeerd onder de naam Melomaan Ensemble. Met dit orkest werd vanaf 1979 het initiatief om met een orkest in de zomer een straattournee te houden ter promotie van de blaasmuziek overgenomen. Het Melomaan Ensemble was samengesteld uit goede amateurs en in tegenstelling tot de KNF Road Band aangevuld met conservatoriumstudenten en stond het open voor leden van andere muziekbonden. Het orkest stond onder leiding van Harrie Janssen en Hans Lamers. Naast de zomertournee was dit orkest actief als voorbeeldorkest voor uitvoering van specifiek repertoire voor blaasorkest, onder andere door middel van radio-opnamen van KRO en NCRV en de eigen productie van geluidsdragers, waaronder de eerste in Nederland digitaal opgenomen Cd met werk van Henk van Lijnschooten. In 1987 is het orkest hiervoor het laatst bijeen geweest. Nadat daarna een aantal pogingen voor een project stranden, is, in goed overleg het ensemble opgeheven.

### Muzikantenpool
Het Melomaan Ensemble kende oorspronkelijk een vaste samenstelling. Door vertrek van deelnemers en door de groeiende belangstelling van nieuwe muzikanten (steeds vaker muziekstudenten) om deel te nemen, werd na een aantal tournees een muzikantenpool gecreëerd, waaruit een ad-hocorkest kon worden samengesteld. Omdat op den duur de verhouding amateur versus muziekstudent was omgekeerd, groeide de kwaliteit en de mogelijkheden van het orkest. Na enkele jaren waren de meeste deelnemende muziekstudenten afgestudeerd en werkzaam in het vak. Daardoor werd het steeds lastiger zich vrij te maken voor deelname aan het jaarlijkse zomerproject. Na de tournee van 1985 gaf een groot aantal muzikanten aan dat zij niet meer mee op tournee zouden kunnen of willen gaan. In 1986 is besloten om aan de zomerstraattournees een andere invulling te geven onder de naam ZomerOrkest Nederland.

## ZomerOrkest Nederland

### Deelnemers
In tegenstelling tot het Melomaan Ensemble, dat per project werd samengesteld uit een muzikantenpool, wordt het ZON ieder jaar opnieuw samengesteld door middel van inschrijving. Daarnaast is het ZON leeftijdgebonden: de deelnemers hebben de leeftijd tussen 16 en 23 jaar. Toegelaten deelnemers mogen in principe één keer mee; bij meerdere inschrijvingen voor eenzelfde positie, krijgt een nieuwe bij gelijke geschiktheid voorrang. Daarmee beoogt het ZON om geen concurrent te zijn van reguliere of andere (project) orkesten. Het streeft na om voor deelnemers, toehoorders en plaatselijke orkesten een voorbeeld te zijn.

### Dirigenten
Het ZON staat onder leiding van twee dirigenten, die twee jaar mee gaan: ieder jaar één nieuwe, zodat er steeds een ervaren en een nieuwkomer voor het orkest staat. De dirigenten worden geselecteerd in nauwe samenspraak met hoofdvakdocenten van de conservatoria in Nederland. Uit de selectie wordt na een proefdirectie de uiteindelijke kandidaat voor twee jaar aangenomen. In de eerste jaren stond de selectiecommissie onder leiding van Jaap Koops en Harrie Janssen. Tijdens het project worden de dirigenten bijgestaan door een artistieke raad.

#### Lijst van dirigenten[1]
| Jaar | Dirigent 1               | Dirigent 2               | Coach/Artistieke leiding |
| ---- | ------------------------ | ------------------------ | ------------------------ |
| 1987 | Han Flintrop             | Martin Buninga           | Harrie Janssen           |
| 1988 | Martin Buninga           | Peter Geraerts           | Harrie Janssen           |
| 1989 | Joop Boerstoel           | Jan Bosveld              | Harrie Janssen           |
| 1990 | Joop Boerstoel           | Jan Bosveld              | Harrie Janssen           |
| 1991 | Jean Cosemans            | Hans Pastoor             | Harrie Janssen           |
| 1992 | Hans Pastoor             | Ira Wunnekink            | Jan Bosveld              |
| 1993 | Ira Wunnekink            | Eric Swiggers            | Jan Bosveld              |
| 1994 | Eric Swiggers            | Vincent van den Bijlaard | Jan Bosveld              |
| 1995 | Vincent van den Bijlaard | Willem van Zee           | Jan Bosveld              |
| 1996 | Willem van Zee           | Pierre Volders           | Jan Bosveld              |
| 1997 | Pierre Volders           | Koert Dirks              | Jan Bosveld              |
| 1998 | Koert Dirks              | Erik Somers              | Karel Wolters            |
| 1999 | Erik Somers              | Marc Holtkamp            | Karel Wolters            |
| 2000 | Marc Holtkamp            | Alphons van Stenis       | Erik Somers              |
| 2001 | Joop Boerstoel           | Erik Somers              |                          |
| 2002 | Alphons van Stenis       | Wout Ligterink           | Erik Somers              |
| 2003 | Wout Ligterink           | Wouter Iseger            | Erik Somers              |
| 2004 | Wouter Iseger            | Stefan Otjes             | Erik Somers              |
| 2005 | Alphons van Stenis       | Frank Adams              | Erik Somers              |
| 2006 | Frank Adams              | Sander Teepen            | Erik Somers              |
| 2007 | Sander Teepen            | Jos Schroevers           | Frank Adams              |
| 2008 | Jos Schroevers           | Dirk van de Weijer       | Frank Adams              |
| 2009 | Dirk van de Weijer       | Martijn Krijnen          | Frank Adams              |
| 2010 | Martijn Krijnen          | Martijn Pepels           | Frank Adams              |
| 2011 | Martijn Pepels           | Alphons van Stenis       | Frank Adams              |
| 2012 | Martijn Pepels           | Anton Weeren             | Frank Adams              |
| 2013 | Anton Weeren             | Frans-Aert Burghgraef    | Frank Adams              |
| 2014 | Bart Partouns            | Arjan Gaasbeek           | Frans-Aert Burghgraef    |
| 2015 | Arjan Gaasbeek           | Joxe Migel Etxebarria    | Frans-Aert Burghgraef    |
| 2016 | Joxe Migel Etxebarria    | Ido Gerard Kempenaar     | Frans-Aert Burghgraef    |
| 2017 | Ido Gerard Kempenaar     | Paul van Gils            | Frank Adams              |
| 2018 | Paul van Gils            | Vera Hofman              | Alphons van Stenis       |
| 2019 | Jules van de Loo         | Berjan Morsink           | Alphons van Stenis       |

### Solisten[1]
Sinds de eerste tournee worden solistische werken geprogrammeerd. In de beginjaren werden de soli uitgevoerd door deelnemende muzikanten. Sinds 2001 worden solisten apart geselecteerd en uitgenodigd. Vaak naar aanleiding van eerdere bijzonder prestaties. Bijzonder is dat de solisten wel 'gewoon' deel uitmaken van het orkest.

#### Lijst van solisten
- 2001 - Jörgen van Rijen (trombone), Peter Habraken (klarinet)
- 2002 - Tamara van Koetsveld (klarinet)
- 2003 - Gerben Rouwenhorst (euphonium)
- 2004 - Sander Derks (euphonium)
- 2005 - Otte van Ham (fluit)
- 2006 - Pieter Pellens (altsaxofoon)
- 2007 - Jantien van den Boogaard (bugel)
- 2008 - Luuk Denissen (hobo)
- 2009 - Harry Stens (hoorn)
- 2010 - Sebastiaan ten Kate (marimba)
- 2011 - Peter-Paul Geraats (trombone)
- 2012 - Sabine Jongerius (klarinet)
- 2013 - Ferdi Seelbach (trompet) (viel uit) vervangen door Jantien van den Boogaard en Karlijn Salden (trompet)
- 2014 - Vincent Verhage (bas)
- 2015 - Martijn Appelo (hoorn)
- 2016 - Leon Giethoorn (slagwerk)
- 2017 - Julian van der Linden (saxofoon)
- 2018 - Gerbrich Greijdanus (euphonium)
- 2019 - Mariëtte Koens (klarinet)
- 2020 - (Geen tournee i.v.m. COVID-19)
- 2021 - Michiel de Boer (trombone)
- 2022 - Myrthe Egberink (hobo)
- 2023 - Thomas Lieshout (hoorn)
- 2024 - Ruud Somers (klarinet)

## Repertoire

### Van barok tot rock
Omdat een van de doelstellingen is om het publiek en plaatselijke orkesten te laten horen wat een harmonieorkest zoal kan spelen, is het repertoire zeer gevarieerd. Op het programma worden oorspronkelijk voor blaasorkest geschreven werken in allerlei stijlen afgewisseld met bewerkingen van onder andere klassieke-, moderne-, pop- en filmmuziek. Bij de samenstelling van het repertoire wordt naast de afwisseling ook rekening gehouden met de voorbeeldfunctie: het orkest speelt in principe werk dat een gemiddeld harmonie- of fanfareorkest zou kunnen uitvoeren.

### Compositieopdrachten
Door het ZON worden regelmatig compositieopdrachten verstrekt aan een jonge componist. Hiermee wordt bijgedragen een het stimuleren van nieuw oorspronkelijk repertoire voor blaasorkest.

#### Lijst van composities
- 2001 - Carl Wittrock: Fanfare for the Sun
- 2003 - Andreas Ludwig Schulte: Land of Legends
- 2004 - Alfred Willering: Septimos - Light after Darkness
- 2005 - Mark Kuijpers: Ra - God of the Sun
- 2006 - Jan Bosveld: Sunstroke
- 2007 - Henk Alkema:Sweet Anna
- 2008 - Alex Poelman: Draco
- 2009 - Mathias van Nispen tot Pannerden: Squirrel Monkey
- 2010 - Egbert Van Groningen: Sunburst, a Celebration to the Sun
- 2011 - Eric Swiggers: The Legend of Amaterasu
- 2012 - Albert-John Vervorst: Laugharne Castle
- 2013 - Chiel Meijering: Victory
- 2014 - Martin Fondse: Two Moons Rising
- 2015 - Wim Zwaag: Impressions
- 2016 - Vincent Cox: Summer Breeze
- 2017 - Arend Gerds: In the Distance
- 2018 - Ron van Riel: Prince Maurice
- 2019 - Mathias van Nispen tot Pannerden: Children of the Sun

## Organisatie
Voor de juridische verantwoording zijn de activiteiten in 1984 ondergebracht in de Stichting Melomaan. Daarvoor werd het Melomaan Ensemble in het begin voornamelijk op onderlinge afspraak samengesteld. Later vormde zich een projectgroep die de organisatie op zich nam. De doelstelling van de Stichting Melomaan is: 'promotie van de blaasmuziek'. Onder die vlag zijn naast het Melomaan Ensemble en het ZON ook andere projecten voor ensembles van verschillende samenstelling geëntameerd, allen met een eigen projectgroep.

### Projecten

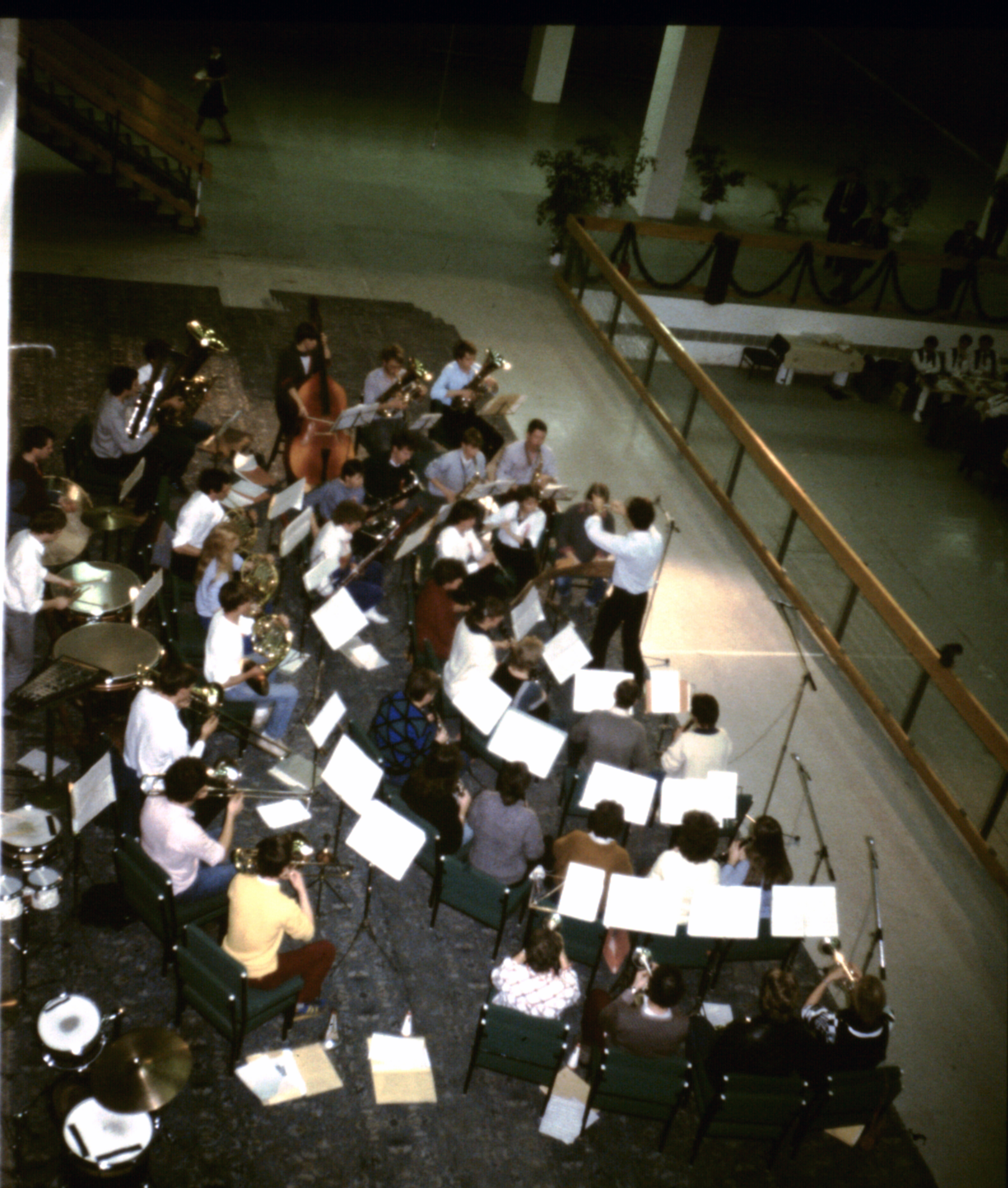
Het Melomaan Ensemble tijdens het optreden op het International muzikfestival in Brno

#### Winterfestival Brno
Het Melomaan Ensemble deed in 1983 mee aan een internationaal muziekfestival in Brno. In plaats van het verplichte repertoire, speelde het orkest Nederlandse composities. Door protesten van de andere deelnemers werd het orkest gediskwalificeerd, maar de jury en publiek beloonde het optreden met diverse ereprijzen.

#### MEP (Melomaan Ensemble Projecten)
Tussen 1987 en 2000 zijn een aantal kleinere projecten geëntameerd, waarbij een specifiek ensemble werd samengesteld, al dan niet bij inschrijving, waarmee specifiek repertoire werd ingestudeerd en op diverse locaties uitgevoerd.

#### 25 jaar MUG
In 1993 is in samenwerking met de Provincie Gelderland onder de naam Melomaan Ensemble een Cd opgenomen, waarop de compositieopdracht Roman Wells van Harrie Janssen de wereldpremière kreeg. Dit orkest was samengesteld uit oud-deelnemers van zowel het ZomerOrkest als het Melomaan Ensemble en stond onder leiding van Jan Bosveld, Martin Buninga en Bert Aalders. Deze Cd is uitgebracht ter gelegenheid van het 25-jarig bestaan van Muziekuitleen en Informatiecentrum Gelderland.

#### HoogteZON
In 2001 werd vanwege het vijftienjarig bestaan een bijzonder orkest samengesteld uit oud-deelnemers. Daaruit bleek wel dat het ZomerOrkest Nederland een kweekvijver is voor jong talent. Onder de deelnemers onder anderen Jörgen van Rijen, solo-trombonist van het Koninklijk Concertgebouw Orkest, en muzikanten die werkzaam zijn bij onder andere de Marinierskapel, het Radio Filharmonisch Orkest, Nieuw Amsterdams Peil, Koninklijke Militaire Kapel "Johan Willem Friso" of afgestudeerd als docent en verboden aan een muziekschool. Ook zij waren ooit als jonge amateurs of beginnend student als deelnemer met het 'gewone' ZomerOrkest Nederland mee op tournee geweest. Vanwege het bijzondere karakter kreeg het orkest de naam HoogteZON. Dit orkest stond onder leiding van Joop Boerstoel en Erik Somers.

### Stichting ZomerOrkest Nederland
Om organisatorische redenen is in 2006 besloten om het ZON in een aparte stichting onder te brengen. De Stichting Melomaan is omgevormd tot stimuleringsfonds ten behoeve van het ZON en stelt onder andere het orkest in staat om jaarlijks een opname te laten maken van het Vriendenconcert, het solowerk en de compositieopdrachten.

## Laureaten
In 1995 ontving het ZON de 'Leen Schouten Memorial Prijs', een stimulerinsprijs met geldbedrag voor personen, organisaties of orkesten die een bijzondere en onderscheidende bijdrage leveren aan de blaasmuziek. De prijs is in het leven geroepen als herinnering aan de naamgever die als bestuurder van de KNF zich inzette voor activiteiten voor jonge muzikanten en majorettes. Schouten was een van de geestelijke vaders van het idee van de Jeugd Road Band waaruit het ZON is voortgekomen. 
In 2020 werd aan het ZON de Heinz Friesen Bokaal toegekend. De Bokaal is een bekroning op het werk van personen of organisaties die een belangrijke bijdrage leveren aan de symfonische blaasmuziek in de ruimste zin van het woord. 